# Гусева, Наталия Евгеньевна
Ната́лия Евге́ньевна Гу́сева (с 1993 года — Мурашке́вич; род. 15 февраля 1972, Звенигород, Московская область, РСФСР, СССР) — советская киноактриса, звезда советского кино 1980-х годов, получившая широкую известность после исполнения роли Алисы Селезнёвой в детском пятисерийном телефильме «Гостья из будущего» режиссёра Павла Арсенова. В 1983—1988 годах снялась в пяти художественных фильмах.
С 1994 года — профессиональный биохимик, руководитель производства иммунобиологических препаратов. В 2008 году, после двадцатилетнего перерыва, приняла участие в нескольких кино- и телепроектах.

## Биография
Наталия Евгеньевна Гусева родилась 15 февраля 1972 года в Звенигороде. Отец — Евгений Александрович Гусев (21 октября 1942—2014), оператор в электронной промышленности; мать — Галина Макаровна Гусева (род. 19 марта 1944), врач-терапевт.
В 1979 году пошла в первый класс московской средней школы № 692.
В 1983 году в её школу пришёл ассистент с Киностудии имени М. Горького, который искал детей с хорошей дикцией. Наташа оказалась в числе отобранных и получила приглашение на пробы. Так её первой ролью в кино стала роль школьницы в детском короткометражном фильме «Опасные пустяки» (1983), который был снят для учебного ознакомления детей с правилами дорожного движения. На озвучке своей роли Наташа попалась на глаза ассистенту Павла Арсенова, который искал девочку на роль Алисы Селезнёвой в телефильме «Гостья из будущего» (1984). При знакомстве с Арсеновым Наташа так взволновалась, что, называя свой год рождения, оговорилась и вместо 1972-го назвала 1872-й.
Роль Алисы в «Гостье из будущего» принесла Гусевой всесоюзную популярность. Письма поклонников шли Наташе даже из-за пределов Советского Союза, но к обрушившейся на неё славе она оказалась совершенно не готова. У Наташи были какое-то время проблемы с осанкой, так как она ходила, низко опустив голову, чтобы её не обнаружили поклонники. Далее в её кинокарьере последовали ещё три фильма: «Гонка века» (1986), «Лиловый шар» (1987) и «Воля Вселенной» (1988), но такого успеха, какой был у «Гостьи из будущего», они не получили. В «Гонке века» роль Наташи была второплановой, если не эпизодической, фильм «Воля Вселенной» в прокате прошёл совершенно незаметно, а «Лиловый шар» тоже не имел популярности, сравнимой с первым фильмом об Алисе.
После этого кинокарьера Наташи стала завершаться: в 1989 году ей предложили сыграть главную роль — Валерию Николаеву в криминальной драме «Авария — дочь мента», но, поскольку сюжет содержал сцены насилия, то Наталия отказалась от предложения, так как не хотела разрушать светлый непорочный образ Алисы Селезнёвой. В дальнейшем ей поступало ещё несколько предложений сыграть в кино, но она отказывалась, так как ей предлагали роли в фильмах, содержащих, как она выразилась, «новые русские» сцены.
Наталия никогда не мечтала стать профессиональной актрисой, так как с детства увлекалась биологией и съёмки в кино считала не более чем детским приключением. Окончив школу в 1989 году, она поступила в Московский государственный институт тонкой химической технологии на кафедру биотехнологии, который окончила в 1994 году. После этого Гусева-Мурашкевич работала научным сотрудником НИИ эпидемиологии и микробиологии имени Н. Ф. Гамалеи. Наталия являлась одним из руководителей компании диагностики в области инфекционных заболеваний, разрабатывающей и производящей иммуноферментные тест-системы для диагностики ряда инфекционных заболеваний.
В 2007 году на телеканале НТВ в передаче «Главный герой» вышел выпуск «Наташа Гусева: Алиса стала взрослой», рассказывающий о судьбе Натальи и остальных юных актёров фильма «Гостья из будущего», о роли фильма для поколения 1980-х и о культурном феномене «алисомании».
В 2009 году Наталия ненадолго вернулась в кино, озвучив одну из ролей в мультфильме «День рождения Алисы» и сыграв эпизодическую роль в телесериале «Литейный» (5-я серия 2-го сезона «Лицо»).
В настоящее время (на май 2017) Наталия не работает, полностью посвятив себя младшей дочери и семье.
В мае 2025 года СМИ сообщили о наличии онкологического заболевания у актрисы, причём прогрессиющего в отрицательную сторону. Врачи настоятельно рекомендуют ей избегать сильных физических нагрузок.

### Личная жизнь

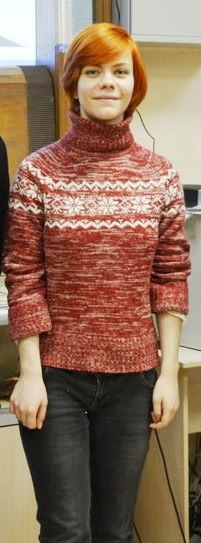
Алеся Мурашкевич в Музее ленинградского детства (2017 год)

- Первый муж (1993—2001) — Денис Анатольевич Мурашкевич (род. 1969)[14][15]. В 1993 году они поженились, а в 2001 году развелись, но Наталия сохранила фамилию мужа[6][16][17].
  - Дочь — Алеся Денисовна Мурашкевич (род. 14 декабря 1996), окончила колледж по специальности «режиссёр». В 2018 году она сделала репортаж для передачи «Привет, Андрей!» в метро, где спрашивала людей о фильме «Гостья из будущего»[18][19].
- Второй муж (с 18 июля 2013)[12] — Сергей Львович Амбиндер (род. 6 апреля 1975) — дизайнер, арт-директор[20] благотворительного фонда «Русфонд», сын Льва Сергеевича Амбиндера[12].
  - Дочь — София Сергеевна Амбиндер (род. февраль 2013)[12].

## Фильмография
| Год  |     | Название                                 | Роль                                            |
| ---- | --- | ---------------------------------------- | ----------------------------------------------- |
| 1983 | кор | Опасные пустяки                          | школьница                                       |
| 1984 | мтф | Гостья из будущего                       | Алиса Селезнёва                                 |
| 1986 | ф   | Гонка века                               | Рейчел Кроухёрст                                |
| 1987 | ф   | Лиловый шар                              | Алиса Селезнёва                                 |
| 1988 | ф   | Воля Вселенной                           | Лена Лукашевич                                  |
| 2008 | с   | Литейный, 4 (второй сезон, серия «Лицо») | телеведущая Ирина (роль озвучила Елена Шульман) |
| 2009 | мф  | День рождения Алисы                      | капитан космического корабля (озвучивание)      |

## Телевидение
- Пусть говорят (05.02.2008).
- Привет, Андрей! Гостья из будущего (08.12.2018).
- Главный герой (НТВ) (2016).
- Новогодний концерт на Интере.

## Научные публикации
- Исаченков В. А., Шип О. П., Кулиш М. А., Мурашкевич Н. Е. «Использование реактивов цветной фотографии в анализах, основанных на детекции пероксидазных реакций» // Биотехнология. — 1995. — № 5—6. — С. 36—40.